# Липовий Ключ
Ли́повий Ключ (рос. Липовый Ключ, башк. Йүкәле Шишмә) — присілок у складі Туймазинського району Башкортостану, Росія. Входить до складу Верхньобішиндинської сільської ради.
Населення — 84 особи (2010; 73 у 2002).
Національний склад:
- татари — 78 %